# Pneumonyssus
Pneumonyssus  (лат.) — род паразитиформных клещей из семейства Halarachnidae. Представители ведут паразитический образ жизни в дыхательных путях млекопитающих. Человек не заражается. В настоящее время в составе рода рассматривают два вида — Pneumonyssus simicola и Pneumonyssus capricorni.

## Представители

### Pneumonyssus simicola
Размеры тела — 300—500 мкм. Представители этого вида паразитируют в лёгких приматов, вызывая у них образование множественных кист. Болезнь поражает в основном старых животных; иногда приводит к гибели.

### Pneumonyssus capricorni
Паразиты лёгких и трахеи некоторых видов поссумов Австралии и Новой Гвинеи: чешуехвостого кускуса (Wyulda squamicaudata), пушистого кускуса (Phalanger orientalis), пятнистого кускуса (Spilocuscus maculatus) и короткоухого поссума (Trichosurus caninus).